# Österreichische Badmintonmeisterschaft 1962
Die Österreichische Badmintonmeisterschaft 1962 fand vom 14. bis zum 15. April 1962 in Wien statt. Es war die fünfte Auflage der Badmintonmeisterschaften von Österreich.

## Titelträger
| Disziplin    | Sieger                         |
| ------------ | ------------------------------ |
| Herreneinzel | Heinz Ottmann                  |
| Dameneinzel  | Britta Kajdasz                 |
| Herrendoppel | Franz Fuchs Kurt Achtleitner   |
| Damendoppel  | Britta Kajdasz Christa Schlogl |
| Mixed        | Hermann Fröhlich Lore Voit     |